# Juan de Torrezar Díaz Pimienta
Juan de Torrezar Díaz Pimienta (parfois Juan de Torrezal Díaz Pimienta) (mort le 11 juin 1782 à Bogota) est un officier militaire espagnol et un administrateur colonial. Il est deux fois gouverneur de Carthagène des Indes, après quoi il est promu vice-roi de Nouvelle-Grenade.

## Biographie

### Début de carrière
Il est brigadier dans l'armée royale et chevalier de l'ordre de Charles III. En 1779, il est promu field marshal. Il est gouverneur de la province de Carthagène deux fois. La première fois du 12 mai 1774 au 14 septembre 1780 et la seconde du 1er mai 1781 au 21 avril 1782. Durant son mandat, le lieutenant Antonio de Latorre fonde 43 pueblos, dans lesquels 41 000 personnes sont installées, dont Montería.

### Vice-roi de la Nouvelle-Grenade
Il prend possession de son nouvel office le 1er avril 1782, toujours à Carthagène. Avant de quitter la ville, il annonce une généreuse amnistie pour ceux de la Révolte des Comuneros. Le 21 avril, il quitte Carthagène pour prendre une nouvelle place à Santafé de Bogotá la capitale de la vice-royauté. Il est déjà vieux et infirme, bien que récemment marié à une native de Carthagène de 17 ans, María de Salas. Son prédécesseur, Manuel Antonio Flores, un vice-roi populaire qui a servi plus de onze ans à ce poste, avait apparemment été forcé de démissionner par José de Gálvez, ministre des Indes en Espagne, et Antonio Caballero y Góngora, archevêque de Bogotá.
Torrezal Díaz est reçu sur le chemin à Honda par l'archevêque Caballero y Góngora. Un grand banquet est tenu en son honneur. Il est dit que l'archevêque était présent à ce banquet et ne mangea pas. Torrezal Díaz le fait, au contraire. Il arrive à la capitale une semaine plus tard, le 7 juin. Il est très malade et son agonie dure quatre jours après son arrivée. Certains pensent qu'il a été empoisonné par l'archevêque. Le rapport officiel de sa mort conclut à une infection. Un document royal scellé destiné à être ouvert seulement dans le cas de sa mort fait de l'archevêque Caballero y Góngora son successeur.

## Sources et références
- (en) Cet article est partiellement ou en totalité issu de l’article de Wikipédia en anglais intitulé « Juan de Torrezar Díaz Pimienta » (voir la liste des auteurs).
- (es) Restrepo Sáenz, José María. Biografías de los mandatarios y ministros de la Real Audiencia, 1671-1819. Bogotá, Academia Colombiana de Historia, 1952.